# Seznam obcí v Česku, Ř
Toto je seznam obcí v Česku začínajících na písmeno Ř. 
Tento seznam je generován z údajů na Wikidatech a je pravidelně aktualizován botem.
 Úpravy provedené v seznamu budou při příští aktualizaci odstraněny!
| #  | Článek                   | Počet obyvatel | Rozloha (km2) | Okres                     |
| -- | ------------------------ | -------------- | ------------- | ------------------------- |
| 1  | Říčany                   | 17 143         | 25,81         | okres Praha-východ        |
| 2  | Řevnice                  | 3 777          | 10,14         | okres Praha-západ         |
| 3  | Říčany                   | 2 143          | 10,92         | okres Brno-venkov         |
| 4  | Řepiště                  | 1 915          | 8,01          | okres Frýdek-Místek       |
| 5  | Řevničov                 | 1 487          | 29,23         | okres Rakovník            |
| 6  | Řehlovice                | 1 446          | 27,98         | okres Ústí nad Labem      |
| 7  | Řečany nad Labem         | 1 414          | 5,52          | okres Pardubice           |
| 8  | Řitka                    | 1 401          | 3,94          | okres Praha-západ         |
| 9  | Římov                    | 1 025          | 15,28         | okres České Budějovice    |
| 10 | Řenče                    | 931            | 26,16         | okres Plzeň-jih           |
| 11 | Řícmanice                | 828            | 1,5           | okres Brno-venkov         |
| 12 | Řepov                    | 790            | 2,38          | okres Mladá Boleslav      |
| 13 | Řepín                    | 719            | 15,32         | okres Mělník              |
| 14 | Řetová                   | 695            | 8,49          | okres Ústí nad Orlicí     |
| 15 | Řeka                     | 553            | 13,45         | okres Frýdek-Místek       |
| 16 | Řehenice                 | 544            | 11,04         | okres Benešov             |
| 17 | Řestoky                  | 473            | 3,91          | okres Chrudim             |
| 18 | Řečice                   | 462            | 8,47          | okres Žďár nad Sázavou    |
| 19 | Říkovice                 | 457            | 3,85          | okres Přerov              |
| 20 | Řepice                   | 442            | 4,28          | okres Strakonice          |
| 21 | Řisuty                   | 428            | 6,12          | okres Kladno              |
| 22 | Říčky                    | 426            | 2,59          | okres Brno-venkov         |
| 23 | Římov                    | 421            | 9,16          | okres Třebíč              |
| 24 | Řepníky                  | 392            | 10,95         | okres Ústí nad Orlicí     |
| 25 | Řípec                    | 339            | 7,41          | okres Tábor               |
| 26 | Řepeč                    | 286            | 12,78         | okres Tábor               |
| 27 | Řetůvka                  | 282            | 4,23          | okres Ústí nad Orlicí     |
| 28 | Řásná                    | 268            | 13,52         | okres Jihlava             |
| 29 | Řendějov                 | 251            | 8,4           | okres Kutná Hora          |
| 30 | Říkov                    | 248            | 2,47          | okres Náchod              |
| 31 | Řimovice                 | 231            | 3,31          | okres Benešov             |
| 32 | Řídeč                    | 184            | 7,28          | okres Olomouc             |
| 33 | Řečice                   | 160            | 7,76          | okres Pelhřimov           |
| 34 | Říčky v Orlických horách | 118            | 14,78         | okres Rychnov nad Kněžnou |
| 35 | Řeřichy                  | 103            | 4,88          | okres Rakovník            |
| 36 | Řemíčov                  | 99             | 4,33          | okres Tábor               |
| 37 | Řídelov                  | 87             | 6,52          | okres Jihlava             |
| 38 | Řitonice                 | 86             | 1,66          | okres Mladá Boleslav      |
| 39 | Řikonín                  | 60             | 2,59          | okres Brno-venkov         |
| 40 | Řídký                    | 58             | 1,41          | okres Svitavy             |